# Turak liliowoczuby
Turak liliowoczuby, turako lilioczuby (Tauraco hartlaubi) – gatunek średniej wielkości ptaka z rodziny turakowatych (Musophagidae). Występuje w Afryce Wschodniej – Kenii, wschodniej Ugandzie i północnej Tanzanii. Monotypowy. Nie jest zagrożony wyginięciem. Charakterystyczne dla tego i kilku spokrewnionych z nim gatunków jest występowanie w piórach unikatowych barwników: zielonej turakowerdyny i czerwonej turacyny, której nie mają prawie żadne inne zwierzęta. Ze wszystkich gatunków turakowatych turak liliowoczuby najlepiej znosi niewolę i obecność człowieka, przez co jest najchętniej hodowanym ptakiem z tej rodziny.
Opis gatunku

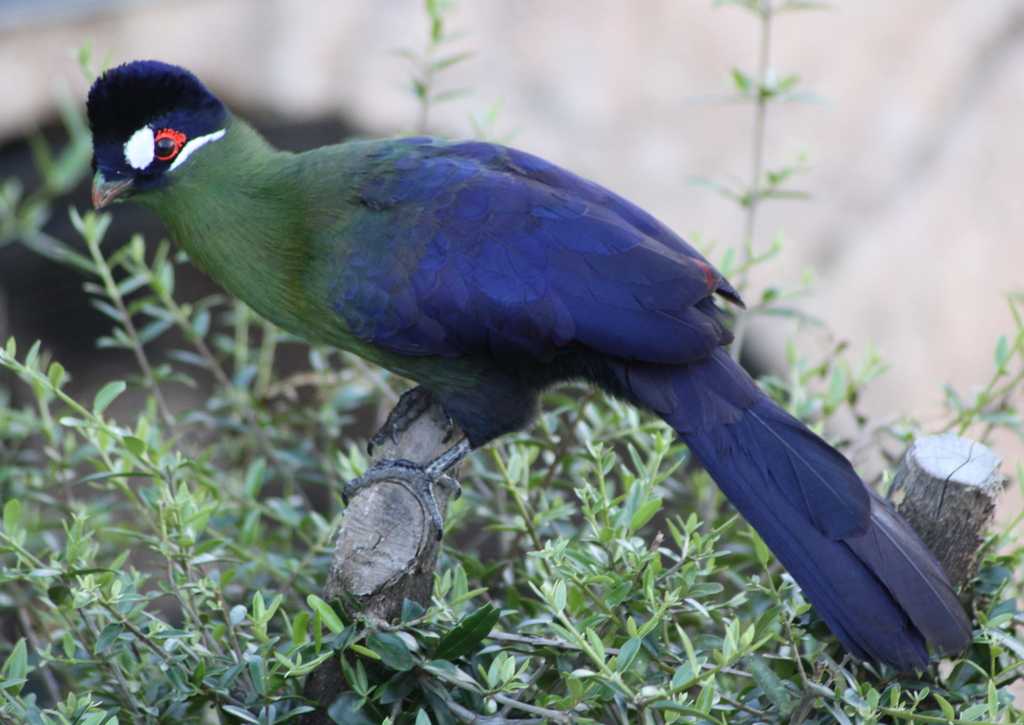
Turak liliowoczuby najchętniej przebywa wśród koron drzew

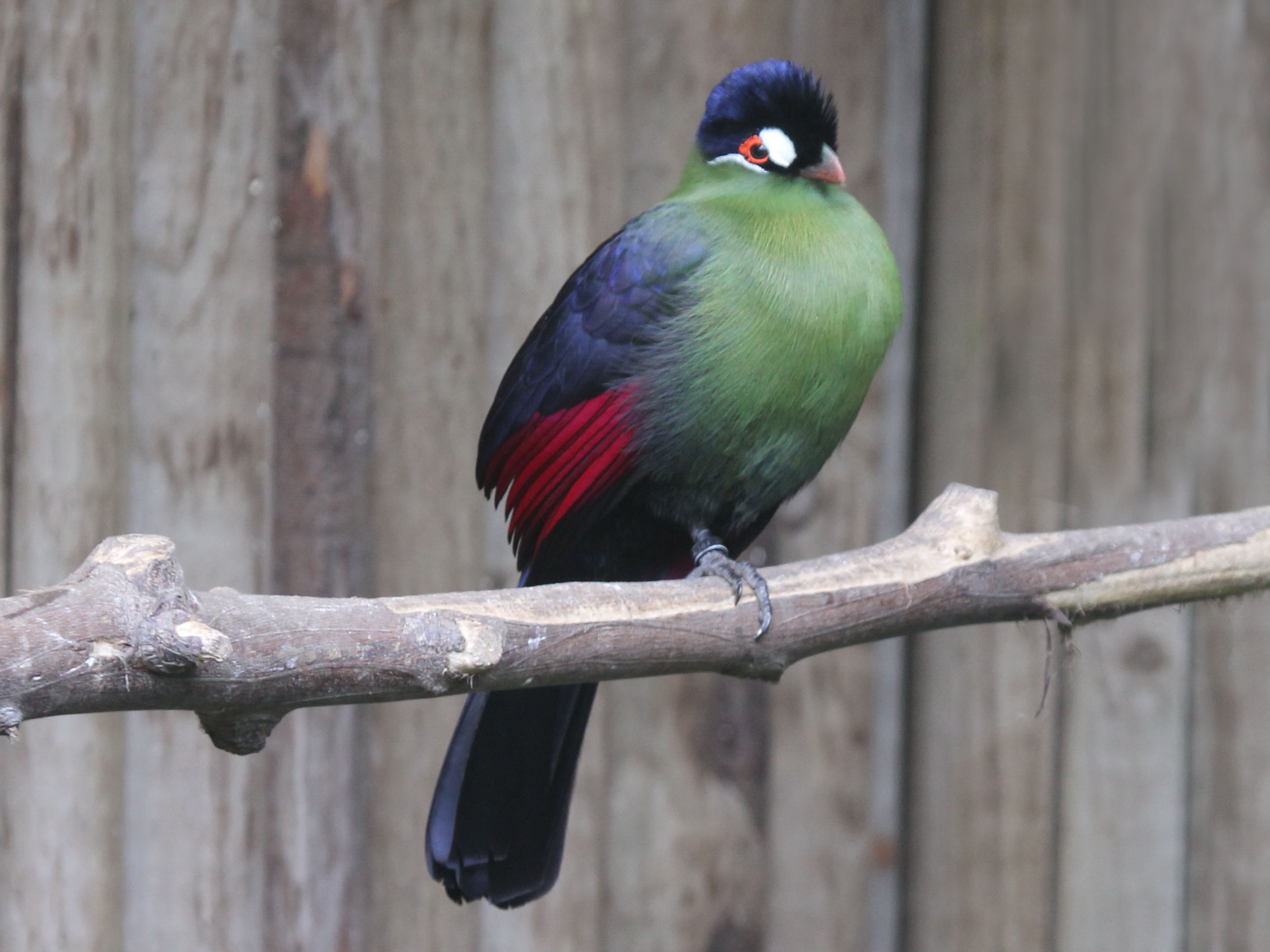
Turak ten jest chętnie hodowany zarówno w Europie, jak i Ameryce Północnej

Gatunek podobny z wyglądu do turaka białouchego, z którym jest łączony w jeden nadgatunek. Upierzenie kolorowe: spód tułowia, grzbiet i szyja zielone, pokrywy skrzydłowe i ogon fioletowe, lotki czerwone (widoczne w locie), czub niebieskoczarny, przed i za okiem białe miejsca. Jasny dziób ma czerwony koniec. Skrzydła dość krótkie, zaokrąglone, ogon długi. Charakterystyczny, donośny głos turaka przypomina ochrypłe szczekanie.
Średnie wymiary
Długość ciała 40–44 cm, długość skrzydła 15,5–18 cm, masa ciała 195–275 g.
BiotopWyżynne lasy oraz gęste zadrzewienia nadrzeczne. Występuje na wysokości od 1400 do 3250 m n.p.m.
PożywienieJagody drzew i krzewów iglastych, inne owoce. Dodatkowo gąsienice, motyle, chrząszcze, zwłaszcza w okresie lęgowym.
RozmnażanieTokujące samce wykonują popisy, rozkładając i składając czub oraz skrzydła i zadzierając ogon. Para zakłada gniazdo 2,5 do 8 metrów nad ziemią, w gęstwinie. Samica składa 2 jaja, które przez 22–23 dni wysiadują obydwoje rodzice. Młode wykluwają się pokryte czarnym puchem. Pozostają w gnieździe około 17–18 dni, gdzie są karmione przez rodziców zwróconym przez nich pokarmem. Potem zaczynają się wspinać po sąsiednich gałęziach i drzewach, choć latać zaczynają od 28 dnia życia.
StatusMiędzynarodowa Unia Ochrony Przyrody (IUCN) uznaje turaka liliowoczubego za gatunek najmniejszej troski (LC – Least Concern). Liczebność populacji nie została oszacowana, ale ptak ten opisywany jest jako dość pospolity, lokalnie bardzo liczny. Trend liczebności populacji oceniany jest jako spadkowy ze względu na polowania.